# Чаплинский могильник
Ча́плинский моги́льник — могильник каменного века возле села Чаплинка (ныне в черте города  Днепр) на левом берегу Днепра.
Могильник открыт в 1950 году экспедицией ИА АН УССР А. В. Добровольского. Захоронение относится к эпохам мезолита, неолита и медного века. В захоронениях найдены, кроме скелетов, украшения из меди в виде ракушек, трубочки, диадемы, а также длинные ряды кружочков из перламутра речных моллюсков с отверстиями, которые, по мнению исследователей, выполняли функцию современных денег. Исследовано 26 погребений. Обнаружены подвески из зубов оленя, пояса из ракушек, медные браслеты и другое. Датируется IV—II тысячелетиями до нашей эры.